# Pickrell (Nebraska)
Pickrell est un village du comté de Gage, dans l'État du Nebraska, aux États-Unis. En 2020, il comptait une population de 186 habitants.